# Instituto de Seguros Sociales
El Instituto de Seguros Sociales (ISS), anteriormente denominado Instituto Colombiano de Seguros Sociales (ICSS) y posteriormente conocido como Seguro Social, fue una entidad pública del Estado colombiano creada mediante la Ley 90 de 1946 (26 de diciembre de 1946). Su función principal era la administración del sistema de seguridad social de los empleados del sector privado con empleo formal, en contraste con la Caja Nacional de Previsión Social (CAJANAL), que atendía a los empleados del sector público.

## Historia y liquidación
Desde su creación, el ICSS funcionó como una única entidad que administraba tanto la salud como las pensiones de los trabajadores colombianos, públicos y privados. Para ello desarrolló una amplia infraestructura hospitalaria que se complementaba con la red pública y privada del país, garantizando la atención de los afiliados. También gestionaba el sistema pensional, administrando los aportes de los trabajadores para asegurar pensiones vitalicias.
Con la promulgación de la Ley 100 de 1993, el ISS experimentó cambios estructurales que derivaron en la separación de sus funciones. Durante los gobiernos de Ernesto Samper, Andrés Pastrana, Álvaro Uribe Vélez y Juan Manuel Santos se expidieron decretos que fragmentaron al ISS como entidad integral de salud y pensiones. Finalmente, mediante el Decreto 2013 de 2009, en el gobierno de Santos, se ordenó su liquidación total.
Tras la Ley 100, el ISS operó en cuatro áreas de negocio:
- Entidad Promotora de Salud (EPS) y su red de Instituciones Prestadoras de Servicios de Salud (IPS), incluyendo clínicas y centros de atención ambulatoria.
- Administración de pensiones.
- Administradora de Riesgos Profesionales (ARP).

El proceso de liquidación tuvo antecedentes desde finales de la década de 1980 y se consolidó con la Constitución de Colombia de 1991. Entre sus impulsores se menciona al gobierno de César Gaviria Trujillo y a otros líderes políticos que promovieron reformas como la Ley 50 de 1990 y la Ley 100 de 1993, que ampliaron la cobertura en salud del 47% al 95% de la población.
En 2004 se reestructuraron y sanearon las IPS de la entidad a nivel nacional. En 2009, el ISS dejó de existir como prestador de salud y en 2012 se liquidó el área de pensiones. Sus funciones fueron asumidas por:
- Colpensiones, para la administración del régimen de prima media.
- Nueva EPS, para la prestación de servicios de salud.
- Positiva Compañía de Seguros, para riesgos laborales.
- Otras entidades estatales y privadas.